# クロレラ工業
クロレラ工業株式会社（クロレラこうぎょう）は、福岡県筑後市に本社を置くバイオテクノロジーやクロレラをはじめとした微生物を使った健康食品や医薬品・医薬部外品・化粧品・化学薬品・農薬・飼料を製造・販売している企業である。発売は三井物産が発売元となって行っている。
主力工場の九州筑後工場（福岡県筑後市）で研究・開発されたクロレラは「チクゴ株クロレラ」と呼ばれている。

## 沿革
- 1964年 - 設立
- 1971年 - 九州工場完成
- 2013年 - 本社移転
- 2024年 - 本社移転

## 事業所
- 本社・九州筑後工場・研究所：福岡県筑後市久富1343番地
- 東京オフィス：東京都港区東新橋二丁目14番1号　NBFコモディオ汐留
- 札幌営業所：北海道札幌市中央区南1条西8丁目10番3号 第28桂和ビル
- 東北支店：宮城県仙台市青葉区本町3丁目6番18号
- 関東支店：神奈川県横浜市神奈川区沢渡1番地2
- 中部支店：愛知県名古屋市中区錦1丁目19番24号
- 関西支店：大阪府大阪市北区天神橋2丁目2番11号
- 中国支店：広島県広島市東区上大須賀町1番16号
- 高松営業所：香川県高松市番町1丁目2番26号
- 九州支店：福岡県福岡市博多区店屋町8番24号

## 関連会社
- ベネオ
- CICフロンティア